# XIV. Mediteranske igre – Tunis 2001.
14. Mediteranske igre su bile održane u gradu Tunisu u državi Tunisu.
Sudjelovalo je 23 države koje su se natjecale u 24 športa.
Ovaj sportski događaj je trajao od 2. rujna do 15. rujna 2001.

## Tablica odličja
Ljestvica je napravljena prema broju osvojenih zlatnih, srebrnih i brončanih odličja. Kriterij je bio: više osvojenih zlatnih odličja nosi i više mjesto na ljestvici, a u slučaju istog broja, gleda se broj osvojenih srebrnih odličja, a u slučaju istog broja tih odličja, gleda se broj osvojenih brončanih odličja. U slučaju da je i tada isti broj, poredak je prema abecednom redu. Ovaj sustav primjenjuju Međunarodni olimpijski odbor, IAAF i BBC.

Podebljanim slovima i znamenkama je označen domaćinov rezultat na ovim Mediteranskim igrama.
| Mediteranske igre 1997. |                    |       |        |        |       |
| Mj.                     | Država             | Zlato | Srebro | Bronca | Zbroj |
| 1.                      | Francuska          | 42    | 32     | 48     | 122   |
| 2.                      | Italija            | 38    | 62     | 39     | 139   |
| 3.                      | Španjolska         | 33    | 25     | 44     | 102   |
| 4.                      | Turska             | 33    | 16     | 12     | 61    |
| 5.                      | Grčka              | 28    | 33     | 30     | 91    |
| 6.                      | Tunis              | 17    | 13     | 26     | 56    |
| 7.                      | Alžir              | 10    | 10     | 9      | 29    |
| 8.                      | Hrvatska           | 8     | 6      | 6      | 20    |
| 9.                      | Egipat             | 7     | 13     | 17     | 37    |
| 10.                     | Maroko             | 6     | 5      | 5      | 16    |
| 11.                     | Slovenija          | 5     | 5      | 10     | 20    |
| 12.                     | Srbija i Crna Gora | 3     | 5      | 14     | 22    |
| 13.                     | Cipar              | 1     | 1      | 3      | 5     |
| 14.                     | Sirija             | 0     | 5      | 4      | 9     |
| 15.                     | Libanon            | 0     | 1      | 1      | 2     |
| 16.                     | Albanija           | 0     | 1      | 0      | 1     |
| 17.                     | BiH                | 0     | 0      | 3      | 3     |
| 18.                     | Libija             | 0     | 0      | 1      | 1     |
|                         | UKUPNO             | 231   | 233    | 272    | 736   |

## Vanjske poveznice
- HTV sport  Arhivirana inačica izvorne stranice od 30. rujna 2007. (Wayback Machine) Povijest Mediteranskih igara
- HOO  Arhivirana inačica izvorne stranice od 5. kolovoza 2007. (Wayback Machine) Povijest na HOO-u
- Međunarodni odbor za Mediteranske igre  Arhivirana inačica izvorne stranice od 3. veljače 2007. (Wayback Machine)
- Atletski rezultati na gbrathletics.com
- SOO  Arhivirana inačica izvorne stranice od 27. rujna 2007. (Wayback Machine)